# Richland (hrabstwo Richland)
Richland – miasto w Stanach Zjednoczonych, w stanie Wisconsin, w hrabstwie Richland.